# Kansoor, Chitapur
Kansoor là một làng thuộc tehsil Chitapur, huyện Gulbarga, bang Karnataka, Ấn Độ.